# Giorgio Strehler
Giorgio Strehler (Barcola, Trieste; 14 de agosto de 1921-Lugano, Suiza; 25 de diciembre de 1997) fue un actor y director de teatro italiano. 
Cofundador y director artístico del Piccolo Teatro di Milano, actor, teórico de teatro e intelectual, Giorgio Strehler se celebró por su visión innovadora en obras de Shakespeare, Goethe, Chéjov, Brecht, Goldoni y Pirandello, así como por sus producciones de óperas de Mozart, Verdi y otros. Junto con Peter Brook, Jerzy Grotowski e Ingmar Bergman, fue aclamado como uno de los directores internacionales más influyentes.

## Primeros años y estudios
Giorgio Strehler nació el 14 de agosto de 1921 en un pequeño pueblo, Barcola, en la provincia de Trieste. Su familia era dominada por una pasión por el arte y la música: su abuelo era músico y su madre, Alberta, era violinista. Gracias a la ascendencia de la familia, estudió música. Strehler perdió a su padre cuando tenía solo dos años y termina por estar rodeado de un ambiente predominantemente femenino, un factor que tendrá una cierta influencia en su futuro trabajo como director de teatro.
Se trasladó a Milán con su madre cuando era todavía un niño. Estudió primero en el internado y después de la escuela secundaria, Longone Parini. Se matriculó en la Facultad de Derecho, pero ya el cultivaba una gran pasión por el teatro y por eso se matriculó en la Accademia dei Filodrammatici en Milán. 
Durante la Segunda Guerra Mundial, se exilió en Suiza. Entre 1942 y 1945, puso en escena las obras: Asesinato en la catedral, de T.S. Eliot, Calígula, de Albert Camus, y Small Town, de Thornton Wilder.

## Piccolo Teatro
El Piccolo Teatro di Milano fue fundado el 14 de mayo por Giorgio Strehler, Paolo Grassi y Nina Vinchi y es el primero y más conocido ejemplo de Teatro Stabile italiano. La idea de los fundadores era de crear una institución apoyada por el Estado y las autoridades locales (ciudad y provincia de Milán, región de Lombardía) como un servicio público necesario para el bienestar de los ciudadanos.
La primera obra realizada en el escenario era L’albergo dei poveri (Los bajos fondos), de Máximo Gorki. Continuó con obras como Arlecchino, servitore di due padroni (Arlequín, servidor de dos patrones) de Carlo Goldoni que desde entonces se ha mantenido en el repertorio del Piccolo Teatro. También dirigió numerosas producciones de ópera en el Teatro alla Scala en Milán.
Durante su larga carrera profesional, Strehler logró un sorprendente volumen de trabajo. A lo largo de su obra, sobre todo revisitó autores como William Shakespeare (Ricardo III, Julio César, Coriolano, El Rey Lear, La tempestad), Carlo Goldoni (Arlequín, servidor de dos patrones, Le baruffe chiozzotte), Luigi Pirandello (Los gigantes de la montaña, Como tú me deseas), Antón Chéjov (El jardín de los cerezos, Platónov) y Bertolt Brecht (La ópera de los tres centavos, La vida de Galileo, Santa Juana de los Mataderos, El alma buena de Szechwan).
Según Giorgio Strehler, el punto final ideal de su obra en el teatro fue la presentación al Piccolo Teatro de Il progetto Faust (El proyecto Fausto) entre 1989 y 1992. Strehler dirigió y tuvo el papel principal en la producción de las dos partes del Faust de Goethe.

## Teatro Azione
Entre 1968 y 1972 Strehler también trabajó con un grupo que él fundó en la base del cooperativismo, el Gruppo Teatro e Azione.

## Odéon–Théâtre de l'Europe
En 1983, Giorgio Strehler, presentó una idea al Ministro de Cultura francés, Jack Lang, para el Théâtre de l'Europe. El plan era presentar y coproducir producciones europeas en el Odéon, París. Empezó su carrera como director del Théâtre de l'Europe, que se fundó con el soporte del Consejo de la Comunidad Europea y del gobierno francés, con La tempestad de William Shakespeare. Ocupó el cargo hasta 1989, cuando entregó la posición a su ex asistente Lluís Pasqual.

## Política
Strehler fue miembro tanto del Parlamento Europeo como del Senado italiano.

## Fallecimiento
Giorgio Strehler murió, por un ataque cardíaco, el 25 de diciembre de 1997, en su casa en Lugano, Suiza. Sus cenizas descansan en Trieste, en el cementerio de Santa Ana.

## Producciones de teatro (parcial)
- Los bajos fondos de Máximo Gorki (1947)
- Arlequín, servidor de dos patrones de Carlo Goldoni
- Los gigantes de la montaña de Luigi Pirandello (1947,1966,1994)
- Ricardo II de William Shakespeare ( 1948)
- Julio César de William Shakespeare (1953)
- Coriolano de William Shakespeare (1957)
- La villeggiatura de Carlo Goldoni (1954)
- La casa de Bernarda Alba de Federico García Lorca (1955)
- El jardín de los cerezos de Antón Chéjov (1954,1978)
- La ópera de los tres centavos de Bertolt Brecht (1956,1972)
- El alma buena de Szechwan de Bertolt Brecht (1958,1980,1996)
- Platónov de Antón Chéjov (1959)
- La visita de la anciana dama de Friedrich Dürrenmatt (1960)
- La vida de Galileo de Bertolt Brecht (1963)
- Rey Lear de William Shakespeare (1972)
- La Tempestad de William Shakespeare (1978)
- Simon Boccanegra de Giuseppe Verdi (1978)
- La tormenta de August Strindberg (1980)
- Como tú me deseas de Luigi Pirandello (1988)
- Faust de Johann Wolfgang von Goethe / Il progetto Faust
  - Fragmentos de la primera parte en el Piccolo Teatro di Milano (1989)
  - Fragmentos de la segunda parte en el Piccolo Teatro di Milano (1990-91)
- La isla de los esclavos de Pierre de Marivaux (1994)

## Producciones de ópera
- Juana de Arco en la hoguera de Arthur Honegger (1946)
- La traviata de Giuseppe Verdi (1947) con Margherita Carosio en el Teatro alla Scala
- Lulu de Alban Berg (1949) en el Festivale Internazionale di Musica Contemporanea de Venecia
- La fábula del hijo cambiado de Gian Francesco Malipiero (1952)
- El ángel de fuego de Serguéi Prokófiev (1955) Festivale Internazionale di Musica Contemporanea de Venecia
- La historia del soldado de Ígor Stravinski (1957)
- Il cappello di paglia di Firenze de Nino Rota (1958)
- Aufstieg und Fall der Stadt Mahagonny (Ascenso y caída de la ciudad de Mahagonny) de Kurt Weill (1964)
- Die Entführung aus dem Serail de Wolfgang Amadeus Mozart (1965)
- Inauguración del Teatro della Piccola Scala de Milán con Il matrimonio segreto de Domenico Cimarosa (1955)
- Fidelio de Ludwig van Beethoven (1969) al Maggio Musicale Fiorentino
- Simon Boccanegra de Giuseppe Verdi (1971)
- Le nozze di Figaro de Wolfgang Amadeus Mozart (1973)
- Die Zauberflöte de Wolfgang Amadeus Mozart (1974) al Festival de Salzburgo
- Macbeth de Giuseppe Verdi (1975)
- Falstaff de Giuseppe Verdi (1980)
- Lohengrin de Richard Wagner (1981)
- Don Giovanni de Wolfgang Amadeus Mozart (1987) al Teatro alla Scala
- Inauguración del nuevo Piccolo Teatro de Milán con Così fan tutte de Wolfgang Amadeus Mozart (1997)

## Obra literaria
Strehler, Giorgio, y Ugo Ronfani. Yo, Strehler: Conversaciones Con Ugo Ronfani. Barcelona: Ultramar, 1987